# Ярошовиці
Ярошовиці (пол. Jaroszowice) — село в Польщі, у гміні Вадовиці Вадовицького повіту Малопольського воєводства.
Населення — 1750 осіб (2011).

## Історія
У 1975-1998 роках село належало до Бельського воєводства, підпорядковувалося районній адміністрації у Вадовицях.

## Демографія
Демографічна структура станом на 31 березня 2011 року:
|          | Загалом | Допрацездатний вік | Працездатний вік | Постпрацездатний вік |
| -------- | ------- | ------------------ | ---------------- | -------------------- |
| Чоловіки | 870     | 193                | 570              | 107                  |
| Жінки    | 880     | 163                | 528              | 189                  |
| Разом    | 1750    | 356                | 1098             | 296                  |